# Schöpstal
Schöpstal település Németországban, azon belül Szászország tartományban. Lakosainak száma 2369 fő (2023. december 31.). Schöpstal Neißeaue és Görlitz községekkel határos.

## Népesség
A település népességének változása:
| Lakosok száma | 2424 | 2394 | 2389 | 2405 | 2369 |
|               | 2017 | 2019 | 2021 | 2022 | 2023 |